# Oxera oreophila
Oxera oreophila là một loài thực vật có hoa trong họ Hoa môi. Loài này được Guillaumin mô tả khoa học đầu tiên năm 1933.